# David Armitage
David Armitage (geboren 31. Januar 1965 in Stockport) ist ein britischer Historiker.

## Leben
Während seiner Zeit an der Stockport Grammar School war Armitage Schüler Nicholas Henshalls.  Er studierte Geschichte an der Universität Cambridge und an der Princeton University. Von 1993 bis 2004 unterrichtete er an der Columbia University in New York. Seit 2004 lehrt und forscht er am Department of History der Harvard University und ist dort seit 2007 Lloyd C. Blankfein Professor of History. An derselben Universität ist er außerdem Affiliated Professor am Department of Government und Affiliated Faculty Member der Harvard Law School. Darüber hinaus ist er Honorary Fellow des St Catharine’s College an der Cambridge University und Honorary Professor of History an der University of Sydney. Gastprofessuren und Gastdozenturen führten ihn unter anderem an die École des Hautes Études en Sciences Sociales in Paris, an die Oxford University, die Freie Universität Berlin und die Yonsei University in Seoul, Südkorea. Seine Studienschwerpunkte liegen in den Bereichen der Global History sowie der Ideengeschichte.
2019 wurde er zum Auswärtigen Mitglied der Academia Europaea gewählt.
Er ist mit Joyce Chaplin verheiratet, die ebenfalls an der Harvard University lehrt.

## Bücher
Als Autor:
- The Ideological Origins of the British Empire, Cambridge University Press, Cambridge 2000.
- Greater Britain. 1516–1776. Essays in Atlantic History, Ashgate, Burlington (Vermont) 2004.
- The Declaration of Independence. A Global History, Harvard University Press, Cambridge (Mass.) 2007.
- Foundations of Modern International Thought, Cambridge University Press, Cambridge 2013.
- (mit Jo Guldi): The History Manifesto, Cambridge University Press, Cambridge 2014; durchgesehene Auflage 2015.
- Civil Wars. A History in Ideas, Alfred A. Knopf, New York 2017.
  - Bürgerkrieg. Vom Wesen innerstaatlicher Konflikte. Klett-Cotta, Stuttgart 2018. ISBN 978-3-608-96216-1

Als Herausgeber:
- Bolingbroke: Political Writings, Cambridge University Press, Cambridge 1997.
- Theories of Empire, 1450–1800, Ashgate, Burlington (Vermont) 1998.
- (mit Armand Himy und Quentin Skinner): Milton and Republicanism, Cambridge University Press, Cambridge 1995.
- Hugo Grotius: The Free Sea, Liberty Fund, Indianapolis 2004, korrigierte Ausgabe 2010.
- (mit Michael J. Braddick): The British Atlantic World, 1500–1800, Palgrave Macmillan, New York 2002, erweiterte Ausgabe 2009.
- British Political Thought in History, Literature and Theory, Cambridge University Press, Cambridge 2006.
- (mit Conal Condren and Andrew Fitzmaurice): Shakespeare and Early Modern Political Thought, Cambridge University Press, Cambridge 2009.
- (mit Sanjay Subrahmanyam): The Age of Revolutions in Global Context, c. 1760–1840, Palgrave Macmillan, New York 2010.
- (mit Alison Bashford): Pacific Histories. Ocean, Land, People, Palgrave Macmillan, New York 2014.